# Parafia św. Jacka w Leszczynach
Parafia świętego Jacka w Leszczynach – parafia rzymskokatolicka, znajdująca się w diecezji kieleckiej, w dekanacie masłowskim.